# Swan River Airport
Swan River Airport är en flygplats i Kanada.   Den ligger i provinsen Manitoba, i den sydöstra delen av landet, 2 000 km väster om huvudstaden Ottawa. Swan River Airport ligger 330 meter över havet.
Terrängen runt Swan River Airport är platt.Trakten runt Swan River Airport är nära nog obefolkad, med mindre än två invånare per kvadratkilometer.. Närmaste större samhälle är Swan River, 2,7 km sydväst om Swan River Airport.
Trakten runt Swan River Airport består till största delen av jordbruksmark.